# Alban Bushi
Pour les articles homonymes, voir Bushi (homonymie).
Alban Bushi est un footballeur albanais né le 20 août 1973 à Tirana. Il joue au poste d'attaquant pour le club grec APO Levadiakos, dont il porte le maillot no 20.
Il a joué à de nombreuses reprises avec l'équipe d'Albanie (67 sélections et 14 buts de 1995 à 2007).

## Clubs successifs
- juillet 1992-décembre 1993 : SK Tirana  Albanie
- janvier 1994-juin 1995 : FC Szeged  Hongrie
- juillet 1995-décembre 1995 : KF Tirana  Albanie
- janvier 1996-décembre 1996 : KS Flamurtari Vlorë  Albanie
- janvier 1997-juin 1997 : SK Tirana  Albanie
- juillet 1997-décembre 1997 : Apollon Smyrnis  Grèce
- janvier 1998-juin 1999 : PFK Litex Lovetch  Bulgarie
- juillet 1999-juin 2000 : Adanaspor AS SK  Turquie
- juillet 2000-décembre 2001 : İstanbulspor A.Ş.  Turquie
- janvier 2002-décembre 2002 : Trabzonspor  Turquie
- janvier 2003-juin 2005 : İstanbulspor A.Ş.  Turquie
- juillet 2005-juin 2006 : APO Levadiakos  Grèce
- juillet 2006-juin 2008 : Apollon Kalamarias  Grèce
- juillet 2008-juin 2010 : APO Levadiakos  Grèce